# Orla (obwód brzeski)
Orla (biał. Орля, ros. Орля) – wieś w obwodzie brzeskim, w rejonie kamienieckim, w sielsowiecie Wołczyn na Białorusi. 

## Geografia
Miejscowość położona nad rzeką Bug, między wsiami Dębowe (Дубовое), Złomyśle (Загарадная, Zaharadnaja), Mielniki, Stawy, Ogrodniki, Siwki i Kostary. Niedaleko od wsi biegnie droga R9, z Wysokiego do granicy polsko-białoruskiej. Najbliższa stacja kolejowa znajduje się w Łyszczycach, odległych o ok. 15 km. 

## Historia
Wieś duchowna położona była w końcu XVIII wieku powiecie brzeskolitewskim województwa brzeskolitewskiego. 
W XIX w. Orla znajdowała się w gminie Wołczyn w powiecie brzeskim guberni grodzieńskiej. 
W okresie międzywojennym wieś należała do gminy Wołczyn w powiecie brzeskim województwa poleskiego.
Po II wojnie światowej w granicach Białoruskiej SRR i od 1991 r. w niepodległej Białorusi. 